# Hrádek (okres Znojmo)
Hrádek (německy Erdberg) je obec v okrese Znojmo v Jihomoravském kraji. Leží zhruba devatenáct kilometrů jihovýchodně od Znojma. Žije zde 922 obyvatel. Pod domy tradiční sklepy hloubené do písku. Pěstování rané zeleniny a ovoce.

## Historie
První písemná zmínka o vesnici pochází z roku 1046. Břetislavovský hraniční hrad (Nagradku / Erpurch) na návrší nad Dyjí vznikl na místě dřevěné tvrze, poprvé zmiňován roku 1041. K roku 1046 je doložena rotunda sv. Oldřicha, k roku 1227 fara. Roku 1342 Hrádek poprvé označen jako městečko (Markt). Roku 1960 u křižovatky cest na Znojmo a Božice postaven nový kulturní dům.

## Obyvatelstvo
| Rok            | 1869  | 1880  | 1890  | 1900  | 1910  | 1921  | 1930  | 1950 | 1961  | 1970  | 1980 | 1991 | 2001 | 2011 | 2021 |
| -------------- | ----- | ----- | ----- | ----- | ----- | ----- | ----- | ---- | ----- | ----- | ---- | ---- | ---- | ---- | ---- |
| Počet obyvatel | 1 900 | 2 039 | 2 044 | 2 035 | 2 168 | 2 264 | 2 238 | 984  | 1 126 | 1 041 | 972  | 840  | 923  | 890  | 917  |
| Počet domů     | 337   | 373   | 418   | 447   | 470   | 482   | 583   | 275  | 257   | 255   | 253  | 275  | 302  | 317  | 346  |

## Obecní symboly
Znak a vlajka byly obci uděleny rozhodnutím předsedy Poslanecké sněmovny Parlamentu České republiky dne 13. listopadu 2002.

## Pamětihodnosti
- Kostel svatého Petra a Pavla - pozdně barokní z let 1761–1764.[10] Oltářní obrazy od Franze Antona Maulbertsche, sochy a kazatelna od Ondřeje Schweigla. Přilehlá románská rotunda svatého Oldřicha z druhé poloviny 13. století, využívána dříve jako kostnice.
- Kaple u silnice do Jaroslavic
- Náhrobek P. Josefa Jeronýma Hertla na místním hřbitově
- Boží muka za vesnicí
- Socha Panny Marie Immaculaty
- Socha svatého Floriána na návsi
- Socha svatého Jana Nepomuckého
- Sousoší Loučení Krista s Pannou Marií
- Andělský vodní mlýn v Mločím údolí
- Fara, přestavěná barokně, patřívala řádu Maltézských rytířů.[11]

## Galerie

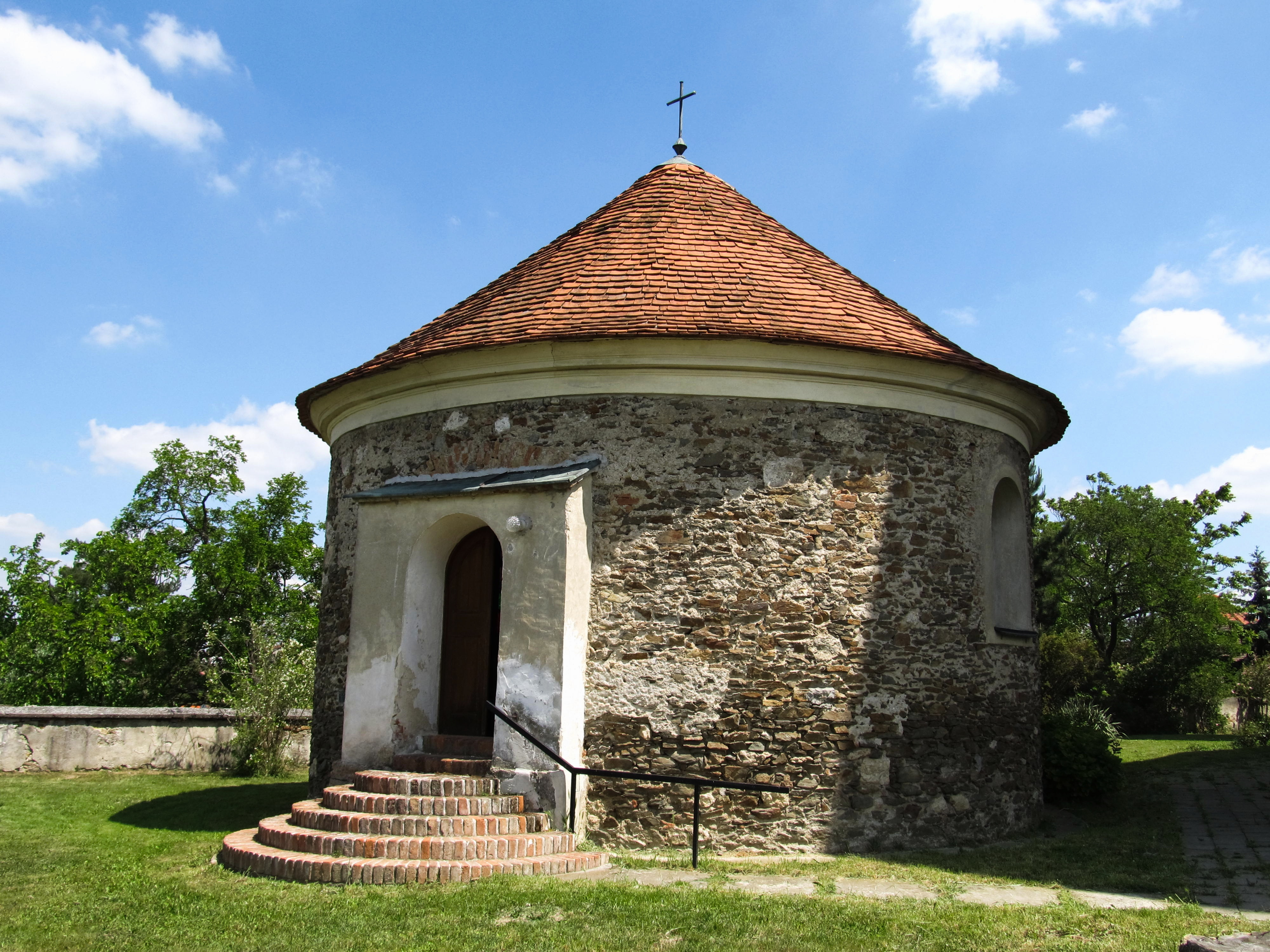
Rotunda svatého Oldřicha
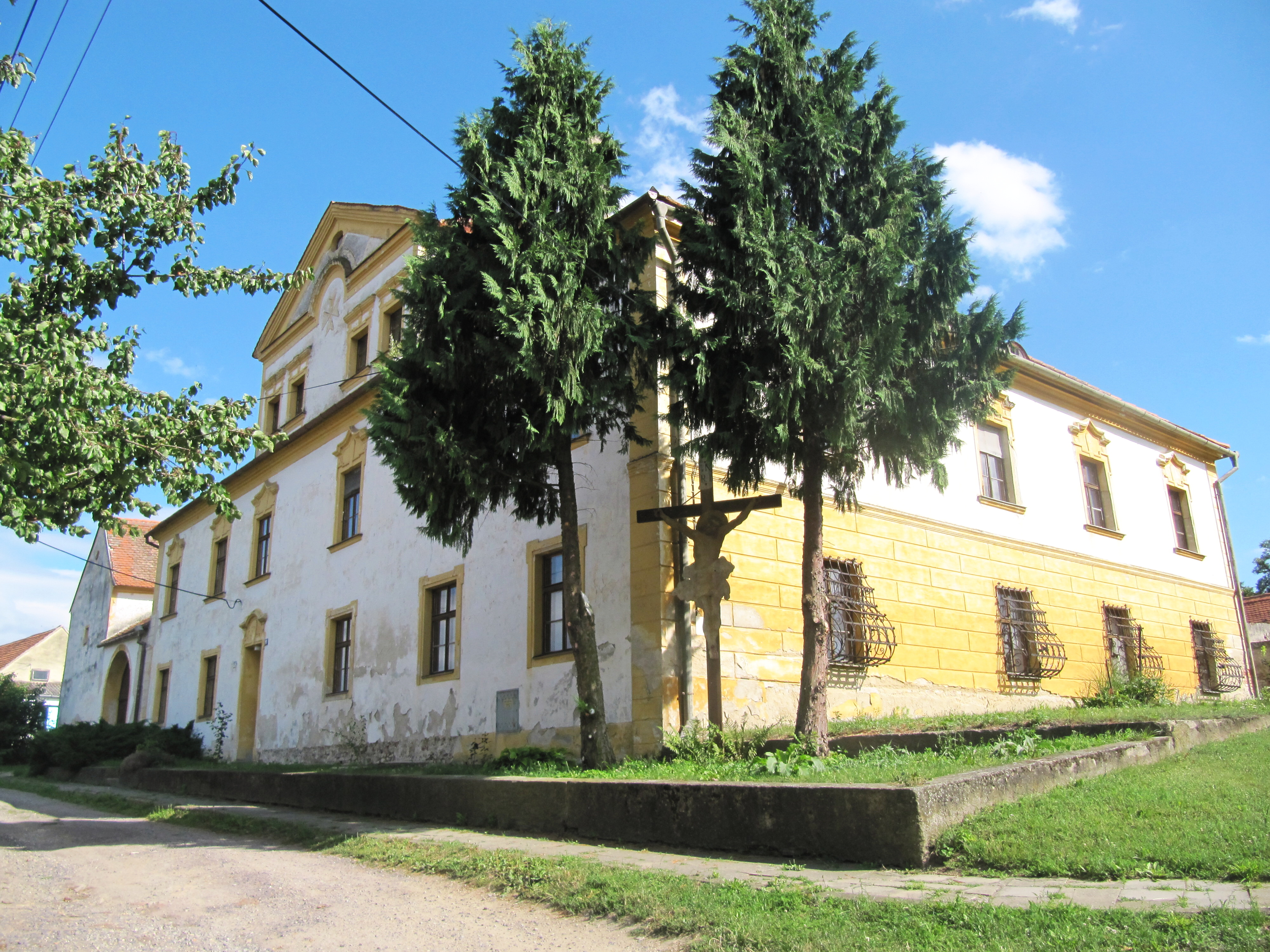
Fara
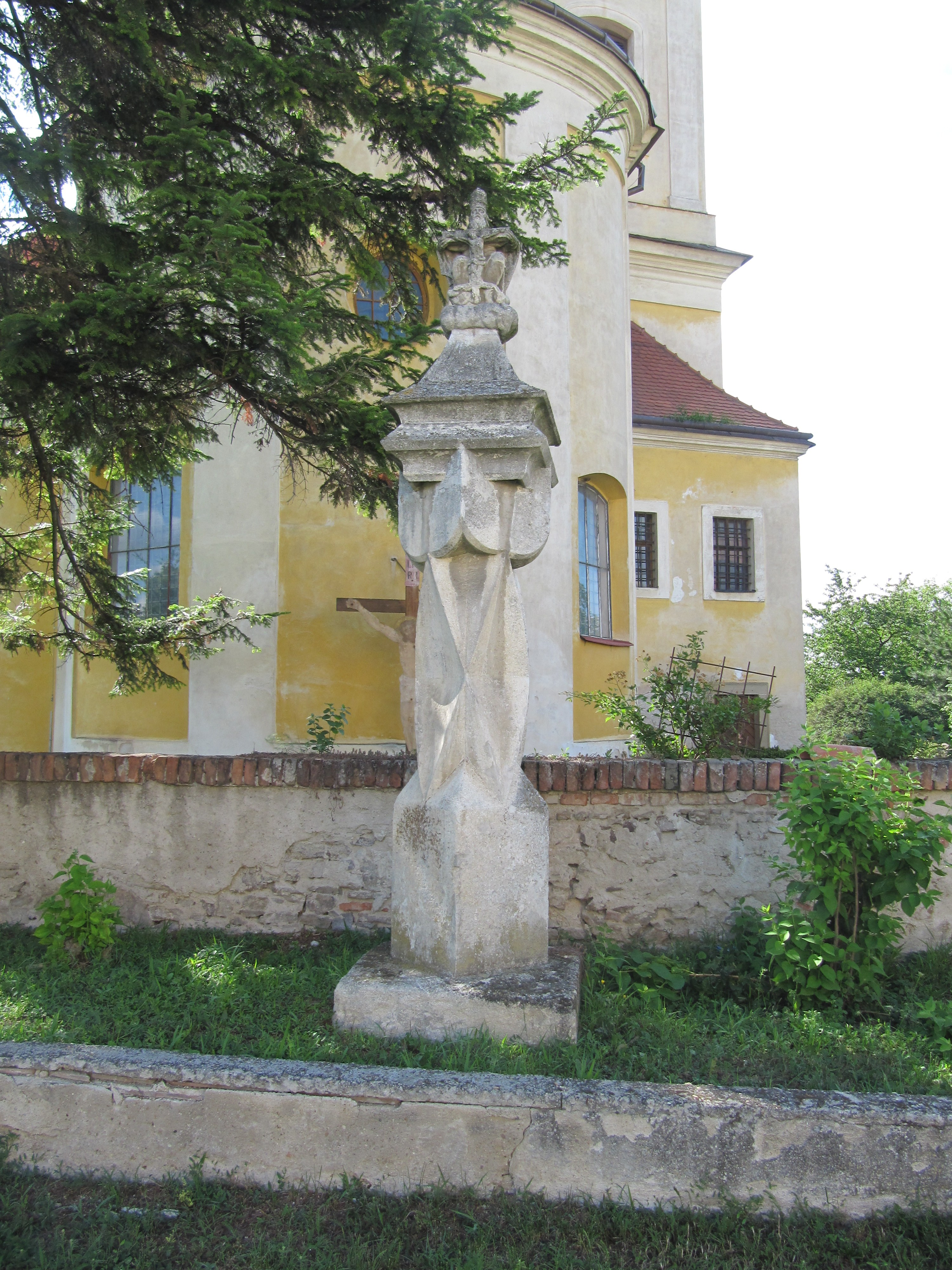
Boží muka u kostela
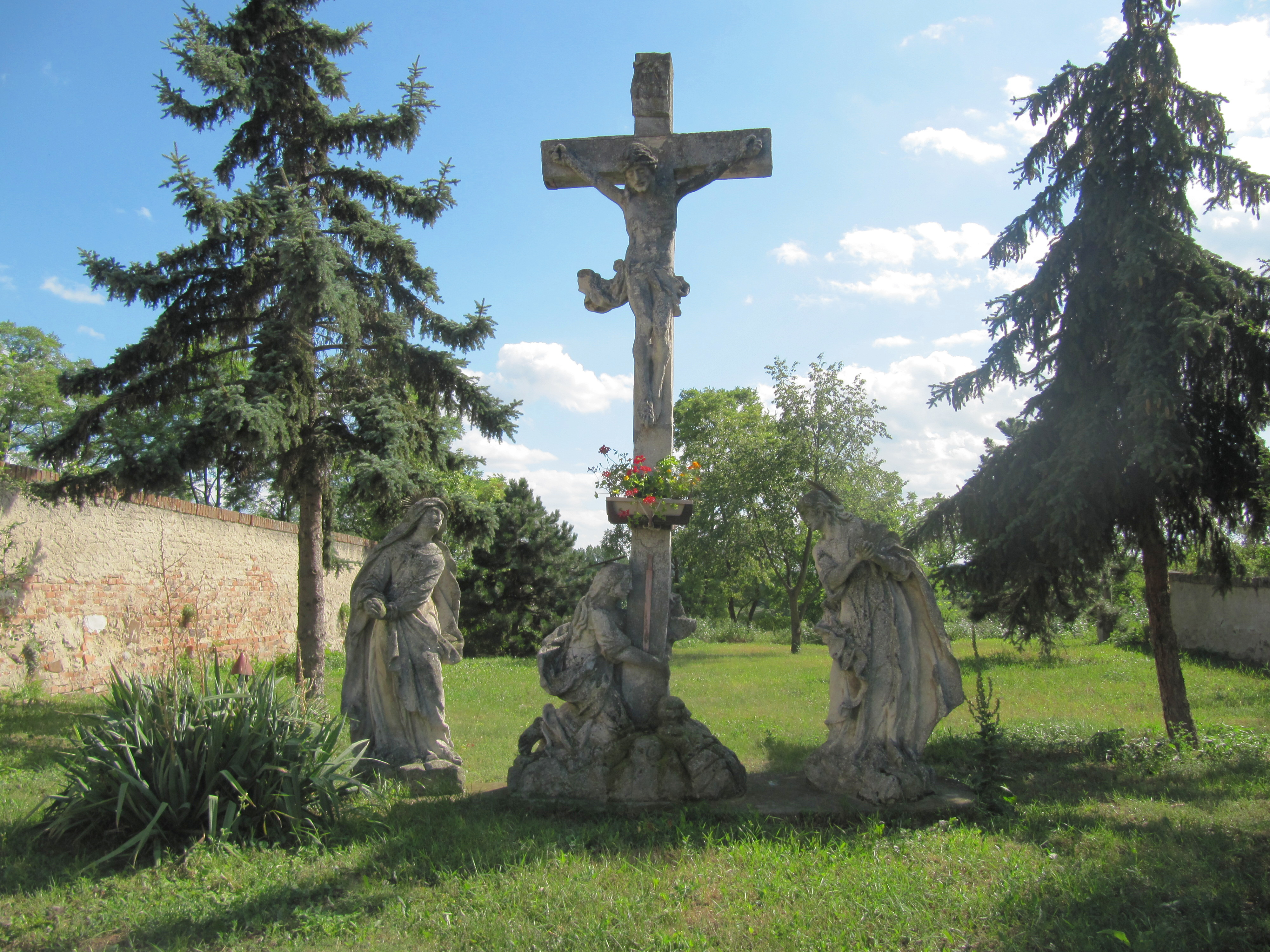
Sousoší ukřižování
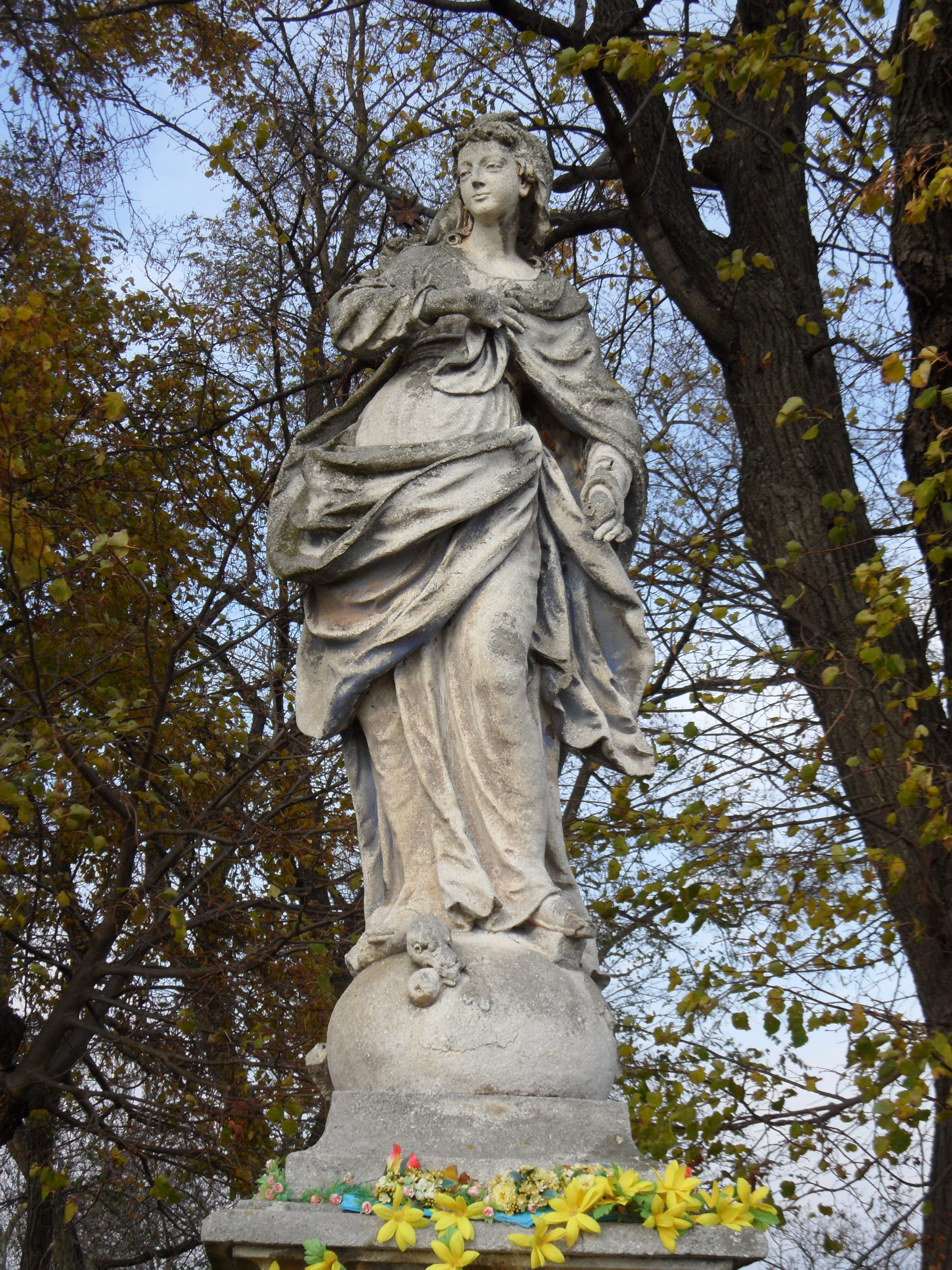
Socha Immaculaty
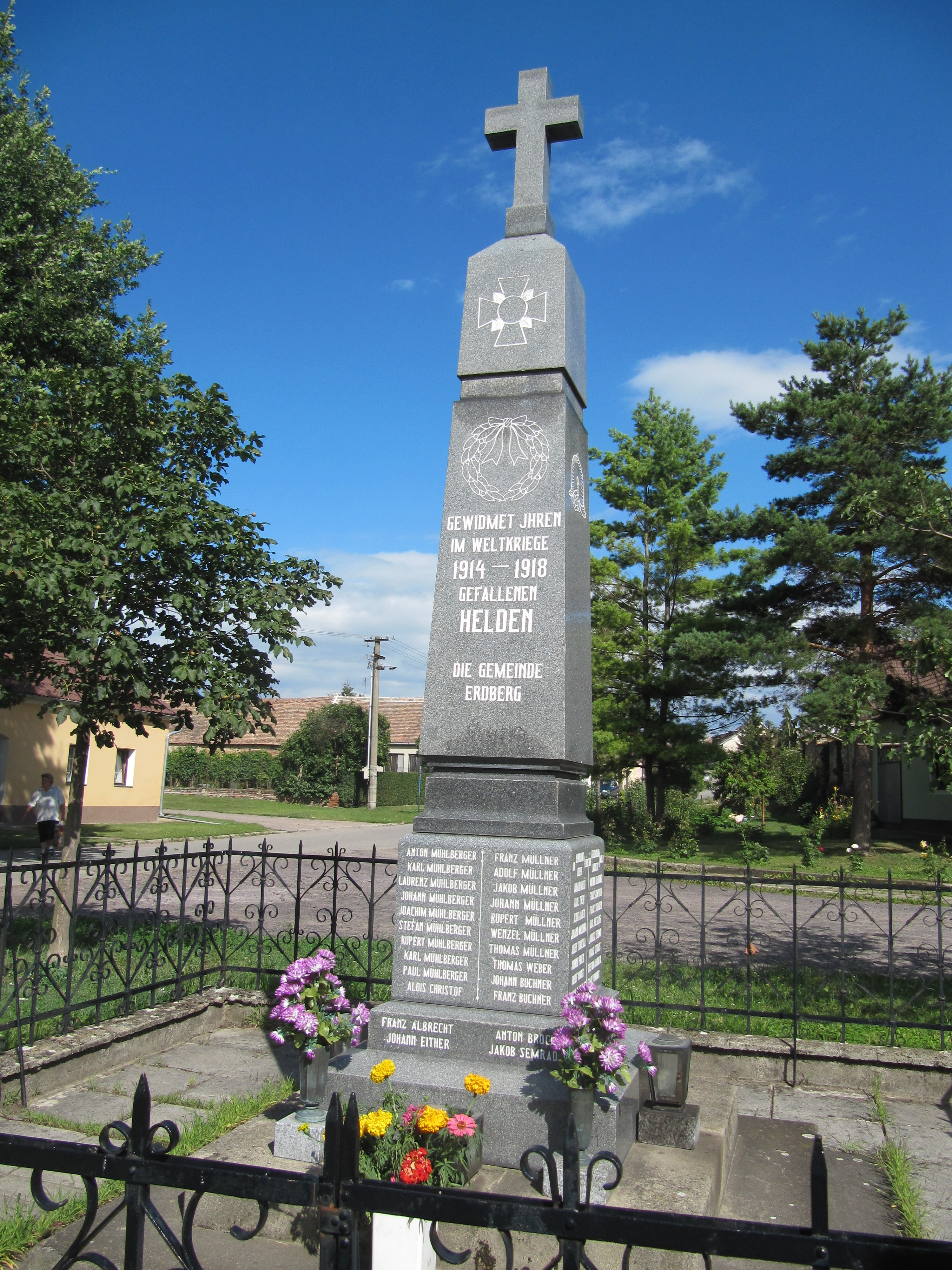
Pomník obětem první světové války s německým nápisem